# Ba (faraone)
Ba (nome Horo) (fl. XXVIII secolo a.C.) è stato un sovrano egizio inquadrabile, con una certa probabilità, nella II dinastia.

## Biografia
Il nome è fornito da alcuni graffiti su pezzi di stoviglie e mancano gli elementi per collegarlo ai sovrani della dinastia di cui non conosciamo la titolatura completa ne ad alcuno noto solamente per le liste reali (Abido, Saqqara, Canone Reale, Manetone, Pietra di Palermo).
| G5 |

| G5 |

| E10 · b |

| E10 · b |

| E10 · b |

| E10 · b |

b3 - Ba

Secondo l'egittologo Nabil Swelim, che ha proposto una sequenza di sovrani per la III dinastia diversa da quella comunemente adottata, si tratterebbe invece del nome Horo di Tety.

## Cronologia
| Periodo         | Dinastia | Anni di regno                                 |
| Periodo arcaico | II       | tra il 2800 a.C. ed il 2700 a.C. (± 100 anni) |